# Велішоара (Алба)
Велішоара (рум. Vălișoara) — село у повіті Алба в Румунії. Входить до складу комуни Лівезіле.
Село розташоване на відстані 293 км на північний захід від Бухареста, 34 км на північ від Алба-Юлії, 43 км на південь від Клуж-Напоки.

## Населення
За даними перепису населення 2002 року у селі проживали 197 осіб.
Національний склад населення села:
| Національність | Кількість осіб | Відсоток |
| -------------- | -------------- | -------- |
| румуни         | 185            | 93,9%    |
| цигани         | 8              | 4,1%     |

Рідною мовою назвали:
| Мова      | Кількість осіб | Відсоток |
| --------- | -------------- | -------- |
| румунська | 185            | 93,9%    |
| циганська | 8              | 4,1%     |